# 仲道郁代
仲道 郁代（なかみち いくよ、1963年2月13日 - ）は、日本の女性ピアニスト。

## 人物・来歴
宮城県仙台市生まれ、浜松市育ち。4歳からピアノを始め、浜松市立白脇小学校5年生のとき第27回全日本学生音楽コンクール東日本第3位入賞。浜松市立南部中学校在学中、父親の仕事の関係でアメリカ合衆国に渡り、ホロヴィッツの生演奏に接して大きな感銘を受ける。帰国後、桐朋女子高等学校音楽科を経て桐朋学園大学ピアノ科に進み、中島和彦に師事。高校3年時の1981年、第50回日本音楽コンクール（「毎コン」）ピアノ部門入選、翌1982年、大学1年在学時の第51回同コンクールにてピアノ部門優勝、および増沢賞受賞。
1985年に桐朋学園大学を中退。同年から1987年まで文化庁在外研修員としてミュンヘン音楽大学に留学し、クラウス・シルデに師事。この間、1986年、第42回ジュネーヴ国際音楽コンクール第3位（最高位）受賞。1987年、メンデルスゾーン・コンクール第1位入賞、メンデルスゾーン賞受賞、エリザベート王妃国際音楽コンクール第5位入賞。1988年、村松賞受賞。1993年、第23回モービル音楽賞奨励賞受賞。2021年、文化庁長官表彰、文化庁芸術祭賞大賞受賞。
1990年、ミュンヘンからロンドンへ活動拠点を移す。1993年8月に結婚、1996年11月に長女を出産。1999年、カーネギーホールにデビュー。
シューマンを取り上げることが多かったが、次第にショパンも弾くようになり、1990年代後半から、子供のための話を織り交ぜたコンサート、レクチャーコンサートなど、クラシックを親しみやすくする企画を次々と立てている。近年はベートーヴェンのピアノ・ソナタ全曲録音のCDをリリースし、コンサートでもソナタと協奏曲を全曲演奏するなど、ベートーヴェンにも精力的に取り組んでいる。一般社団法人音楽がヒラク未来代表理事と一般財団法人地域創造理事を兼任。

### 家族・親族
- 妹：仲道祐子 - ピアニスト

## ディスク
- ファーストアルバム シューマン、ブラームス（1987年）
- 謝肉祭 シューマン（1988年）
- 子供の情景＆クライスレリアーナ（1988年）
- バラード ショパン（1990年 BMG JAPAN）
- ショパン ピアノ協奏曲第1番（ワルシャワ・フィルハーモニー管弦楽団 1991年 BMG JAPAN）
- ショパン ピアノ協奏曲第2番 （1991年）
- 雨だれ 24のプレリュード ショパン（1991年）
- 夜想曲全集 ショパン（1992年）
- ピアノ・ソナタ第3番＆スケルツォ ショパン（1993年）
- 愛の挨拶―仲道郁代アンコール集（1993年）
- シューマン＆グリーグ ピアノ協奏曲（1994年）
- 幻想即興曲 ショパン（1994年）
- 謝肉祭＆子供の情景 シューマン（1994年）
- シューマン＆ブラームス（1994年）
- 私のショパン（1995年）
- アリエッタ―妖精の森の詩 グリーグ ホルベーア組曲（1995年）
- アラベスク―ドビュッシー・ソロ・ピアノ作品集（1997年）
- 星のどうぶつたち―田中カレン こどものためのピアノ曲集（1997年）
- 祈り（向山佳絵子（チェロ） 1997年）
- MARIAGE（マリアージュ）（1998年）
- ロマンティック・メロディ（1999年）
- 愛の挨拶 仲道デュオ（仲道祐子 2002年）
- ベートーヴェン：ピアノ・ソナタ全集[1] 1-3番（BMGファンハウス 2003年）
- 光のこどもたち 田中カレン（2004年）
- ベートーヴェン ピアノ・ソナタ全集[2] 4・11・15番（2004年）
- ベートーヴェン ピアノ・ソナタ全集[3] 5-7番（2004年）
- ベートーヴェン ピアノ・ソナタ全集[4] 8/悲愴－10・25番（2004年）
- ベートーヴェン ピアノ・ソナタ全集[5] 12/葬送・13/幻想・14/月光（2004年）
- ベートーヴェン ピアノ・ソナタ全集[6] 16・17/テンペスト・18（2005年）
- ベートーヴェン ピアノ・ソナタ全集[7] 21/ワルトシュタイン・22・24（2005年）
- ベートーヴェン ピアノ・ソナタ全集[8] 23/熱情・32の変奏曲＆エロイカ変奏曲（2006年）
- ベートーヴェン ピアノ・ソナタ全集[9] 26/告別・27・28（2006年）
- ベートーヴェン ピアノ・ソナタ全集[10] 29/ハンマークラヴィーア・19・20（2007年）
- ベートーヴェン ピアノ・ソナタ全集[11] 30・31・32（2007年）
- ショパン:ピアノ協奏曲第1番&第2番（2007年）
- ショパン:24のプレリュード&ピアノ・ソナタ第3番（2007年）
- ショパン:スケルツォ&バラード（全曲）（2007年）
- ショパン:ノクターン集&子守歌（2007年）
- ハンマークラヴィーア・ソナタ〜ベートーヴェン:ピアノソナタ第29番「ハンマークラヴィーア」、第19番&第20番（2007年）
- celeste 仲道郁代愛奏曲集（2007年）
- 月光・田園・テンペスト〜ベスト・オブ・ベートーヴェン（2008年）
- 悲愴・ワルトシュタイン・熱情〜ベスト・オブ・ベートーヴェン（2008年）
- ショパン:ピアノ協奏曲第1番・第2番（クラシカル・プレイヤーズ東京 有田正広指揮 デンオン・アリアーレ 2010年）（1841製オリジナル・プレイエル）
- ショパニズム（2010年）
- ベートーヴェン:ピアノ協奏曲第1番&第2番&第4番（2011年）
- プレイズ・ベートーヴェン（2012年）
- 不思議ボール〜田中カレン:こどものためのピアノ曲集「地球」（2012年）

## 映像
- ショパン・バラード（ライヴ録画　LD、ビデオ、廃盤）
- ベートーヴェン ピアノ協奏曲5番「皇帝」＆3番（DVD、2005年）

## 著書
- 『ステージの光の中から』音楽之友社、1997年
- 『DVD・book 至福のピアノ 弾く・聴く・楽しむ』講談社、2005年
- 『CDでわかるピアノの名器と名曲 オールカラー』編著、ナツメ社、2009年
- 『CDでわかるショパン鍵盤のミステリー オールカラー』編著、ナツメ社、2010年
- 『CDでわかるベートーヴェン鍵盤の宇宙 オールカラー』編著、ナツメ社、2012年
- 『ピアニストはおもしろい』春秋社、2015年

## 出演

### テレビ
- ぴあのピア　ベートーベン(2007年3月）、ショパン（2007年5月〜6月、NHK BS hi）
- ハイビジョン特集『ピアノの詩人ショパンのミステリー』（初回 2007年11月28日(89分)、特別編 2010年3月2日、NHK BS hi）[4]
- 名曲探偵アマデウス　ベートーベン（ピアノ曲）、ショパン（2008年、NHK BS hi）
- しらかわホール15周年記念バースデーガラコンサート（2010年3月15日(1)、4月29日(2（ピアノ伴奏）)、NHK BS hi）
- 『仲道郁代のピアノ初心者にも弾けるショパン』（2010年8月4日〜10月20日、NHK教育）
- 芸人報道GNN（2011年5月15日、日本テレビ）
- 3D☆3D（「ショパンの愛した音色〜仲道郁代 が奏でるクラシックピアノ〜」2012年6月9日、BSフジ）
- 旅のチカラ（2012年6月21日、NHK総合。英国・グラスゴー）
- 追跡者ザ・プロファイラー「ベートーベン“成り上がりが届けた人類愛”」(2012年12月19日、NHK BSプレミアム）
- 課外授業ようこそ先輩（2013年3月20日、NHK総合）
- 『仲道郁代 ロマンティックなピアノ』（2017年9月9日〜、BSフジ）

### TV-CM
- 富士銀行（1989年〜1990年、現みずほ銀行）
- 白十字（1994年〜1995年）
- 第一建設工業（2015年）

### ラジオ
- ルビンシュタイン変奏曲（2017年8月7日 - 10日、NHK-FM）
- ラジオ深夜便（2021年4月5日 - 、NHKラジオ第1） - 隔月第1月曜「ミッドナイトトーク」出演